# Лысогорка (Литинский район)
Лысогорка (укр. Лисогірка) — село на Украине, находится в Литинском районе Винницкой области.
Код КОАТУУ — 0522487402. Население по переписи 2001 года составляет 131 человек. Почтовый индекс — 22312. Телефонный код — 4347.
Занимает площадь 0,072 км².

## Адрес местного совета
22312, Винницкая область, Литинский р-н, с. Шевченко, ул. Школьная, 1